# Aromiella thompsoni
Aromiella thompsoni là một loài bọ cánh cứng trong họ Cerambycidae.